# Пескин, Евгений Георгиевич
Евгений Георгиевич Пескин (род. 24 июля 1970) — советский математик и ИТ-управленец, сотрудник советской сети «Релком», «пионер Рунета», создатель первой русскоязычной интернет-библиотеки (1992).
Как сотрудник сети «Релком» был назначен администратором иерархии эхоконференций (раннего вида интернет-форумов) relcom.* в Юзнете 1990 года, провайдером которого стал «Релком» для жителей СССР. Эти эхоконференции были впервые созданы специально для жителей СССР и названы именем сети, которая их объединяла. В них начал формироваться «русскоязычный интернет», а Евгений Пескин, таким образом, оказался первым модератором в нём. На этом посту в 1992 году Евгений Пескин создал первую в Рунете электронную библиотеку.

## Образование
- 1993 — Московский институт радиотехники, электроники и автоматики (МИРЭА), специальность «Прикладная математика».
- 1997 — программа развития высшего менеджмента, GTS Instiute.

## Деятельность
- 1989−1991 — Технический писатель, «Демос».
- 1991−1992 — Менеджер по разработке систем электронной почты и телеконференций, «Демос».
- 1992−1994 — Руководитель отдела информационных проектов, АО «Релком».
- 1994−1998 — Директор проекта «Россия-Он-Лайн», «Совам Телепорт».
- 1997−1998 — Заместитель директора по продажам, «Совам Телепорт».
- с 1998 — член правления IBS, заместитель генерального директора.[4]
- 2000 − 2002 — Генеральный директор, ООО «Объединенные сетевики».

Был модератором телеконференций иерархии relcom.*. Создал «Частые Вопросы и Ответы», Relcom, 1993.
В 1992 году создаёт первую русскоязычную интернет-библиотеку Eugene’s Electronic Library (EEL) — изначально как FTP-сервер, затем сайт «Публичная электронная библиотека». Туда помещаются тексты книг, востребованных у тогдашних пользователей ПК, в том числе русской классики. Так зарождается литература в Рунете, «началась работа по обустройству Русского интернета как архива». Библиотека до сих пор доступна по адресу public-library.ru. Получившая широкую известность Библиотека Максима Мошкова была создана позже — в 1994 году.
Опубликовал около 20 статей на сетевые темы в российской прессе, более 50 заметок в Newsbytes News Agency; является редактором и соавтором российского издания книг Paul Gilster «Internet Navigator» и Ed Krol «The Whole Internet».
Был назван «NetMan’96» журналом «Мир Интернет»; в 1997 и 1998 годах вошел в «TOP 100» российской компьютерной индустрии (Dator TOP 100).